# Camille Fleuriot de Langle
Pour les articles homonymes, voir Fleuriot.
Camille Louis Marie Fleuriot de Langle (Plouigneau, 16 janvier 1821-Iffendic, 3 janvier 1914) est un officier de marine français, petit-fils de Paul Fleuriot de Langle et frère d'Alphonse Fleuriot de Langle.

## Biographie
Il entre à l'École navale en novembre 1837 et en sort aspirant de 2e classe en septembre 1839. Il embarque alors à Toulon sur le Suffren.
Aspirant de 1re classe (novembre 1841), il sert sur la Boulonnaise lors d'une campagne hydrographique sur l'Amazone et les côtes de Guyane durant laquelle il est nommé enseigne (novembre 1843).
Commandant de la goélette Mignonne (1844), il est en 1846 sur le Christophe-Colomb puis devient le second de la Vigie en campagne aux Antilles. En 1848, une mission d'exploration du Haut-Oyapock lui est confiée.
En janvier 1849, il est promu lieutenant de vaisseau et sert à terre à Brest avant de rejoindre en 1851 le Tanger puis d'embarquer en 1854 sur le Jemmapes et de participer sur ce bâtiment à la guerre de Crimée en mer Baltique.
Il commande en 1855 le Flambart puis l'Achéron aux Antilles et revient à Brest, après une lutte contre une forte épidémie de fièvre jaune sur son navire, en décembre 1858.
Il suit à Paris en janvier 1861 les essais de chaudières Belleville qui équipent l'aviso Argus dont il prend le commandement et est nommé capitaine de frégate en août.
Second de la Couronne, il sert en 1864 sur le Primauguet puis, à la fin de 1865, passe sur la Zénobie en tant que chef d'état-major de la division des côtes occidentales d'Afrique que commande son frère.
En 1869, il est aux commandes du Jura à Toulon et est nommé capitaine de vaisseau en mars 1870. Il commande en 1871 la frégate cuirassée Flandre puis en 1874 la Gauloise, l'année suivante la Jeanne d'Arc et la Valeureuse en escadre d'évolution puis, de 1876 à 1878, le Colbert dont il a suivi l’achèvement et la mise au point.
Promu contre-amiral en mai 1879, membre de la Commission des phares, président de la Commission du règlement d'armement (1879), major général de la flotte à Brest (1881), il prend sa retraite en janvier 1883.
Marié à Anne Louise de La Monneraye, petite-nièce de Pierre Bruno Jean de La Monneraye, il est le grand-père maternel de Jean de La Varende.

## Récompenses et distinctions
- Commandeur de la Légion d'honneur (1881). Chevalier (29 juillet 1845), officier (14 août 1866) puis commandeur de la Légion d'honneur (18 janvier 1881).